# ليزلي جيمس بيكرينغ
ليزلي جيمس بيكرينغ (بالإنجليزية: Leslie James Pickering)‏ هو كاتب أمريكي، ولد في 1978 في بوفالو في الولايات المتحدة.

## وصلات خارجية
- ليزلي جيمس بيكرينغ على موقع IMDb (الإنجليزية)

- الموقع الرسمي